# Chicoreus cosmani
Chicoreus cosmani is een slakkensoort uit de familie van de Muricidae. De wetenschappelijke naam van de soort is voor het eerst geldig gepubliceerd in 1979 door Abbott & Finlay.